# Campionato nordamericano maschile under 20 di calcio
Il Campionato nordamericano di calcio Under-20 (in inglese CONCACAF U-20 Championship) è una competizione calcistica per le nazionali di Nord e Centroamerica e Caraibi, riservata ai calciatori di età inferiore a 20 anni. È organizzato dalla CONCACAF e vale come qualificazione al Campionato mondiale di calcio Under-20.

## Storia
Il torneo è nato nel 1962 come CONCACAF Youth Tournaments (Torneo giovanile CONCACAF). Tra il 1998 e il 2007 ha cambiato formula, diventando un torneo di qualificazione al Campionato mondiale di calcio Under-20. Le otto migliori nazionali della regione erano divise in due gruppi, ognuno organizzato in una nazione diversa; le prime due di ogni girone si qualificavano per il torneo mondiale. Nel 2009 il torneo è tornato ad assumere la formula di un vero e proprio campionato e nel 2011 la partecipazione è stata allargata a 12 squadre.

## Albo d'oro
| 1962 Dettagli | Panama                      | Messico             | girone finale         | Guatemala            | Antille Olandesi      | girone finale      | Costa Rica        |
| 1964 Dettagli | Guatemala                   | El Salvador         | girone finale         | Honduras             | Guatemala             | girone finale      | Antille Olandesi  |
| 1970 Dettagli | Cuba                        | Messico             | girone finale         | Cuba                 | Giamaica              | girone finale      | El Salvador       |
| 1973 Dettagli | Messico                     | Messico             | 2 – 0                 | Honduras             | Guatemala             | 2 – 0              | Antille Olandesi  |
| 1974 Dettagli | Panama                      | Messico             | 1 – 0                 | Cuba                 | Trinidad e Tobago     |                    |                   |
| 1976 Dettagli | Porto Rico                  | Messico             | 0 – 0 (4 – 3 dtr)     | Honduras             | Stati Uniti           | 1 – 0              | Guatemala         |
| 1978 Dettagli | Honduras                    | Messico             | 1 – 0                 | Canada               | Honduras              | 2 – 1              | Costa Rica        |
| 1980 Dettagli | Stati Uniti                 | Messico             | 2 – 0                 | Stati Uniti          | Honduras Canada       | Semifinaliste      |                   |
| 1982 Dettagli | Guatemala                   | Honduras            | 1 – 0                 | Stati Uniti          | Costa Rica            | 3 – 2              | Guatemala         |
| 1984 Dettagli | Trinidad e Tobago           | Messico             | 2 – 1                 | Canada               | El Salvador           | 4 – 2              | Stati Uniti       |
| 1986 Dettagli | Trinidad e Tobago           | Canada              | girone finale         | Stati Uniti          | Trinidad e Tobago     | girone finale      | Cuba              |
| 1988 Dettagli | Guatemala                   | Costa Rica          | girone finale         | Messico              | Stati Uniti           | girone finale      | Cuba              |
| 1990 Dettagli | Guatemala                   | Messico             | girone finale         | Trinidad e Tobago    | Stati Uniti           | girone finale      | Guatemala         |
| 1992 Dettagli | Canada                      | Messico             | girone finale         | Stati Uniti          | Canada                | girone finale      | Honduras          |
| 1994 Dettagli | Honduras                    | Honduras            | girone finale         | Costa Rica           | Canada                | girone finale      | El Salvador       |
| 1996 Dettagli | Messico                     | Canada              | girone finale         | Messico              | Stati Uniti           | girone finale      | Costa Rica        |
| 1998 Dettagli | Guatemala Trinidad e Tobago | Stati Uniti Messico | due gironi            | Costa Rica Honduras  |                       |                    |                   |
| 2001 Dettagli | Canada Trinidad e Tobago    | Costa Rica Canada   | due gironi            | Stati Uniti Giamaica |                       |                    |                   |
| 2003 Dettagli | Panama Stati Uniti          | Panama Canada       | due gironi            | Messico Stati Uniti  |                       |                    |                   |
| 2005 Dettagli | Honduras Stati Uniti        | Stati Uniti Canada  | due gironi            | Panama Honduras      |                       |                    |                   |
| 2007 Dettagli | Panama Messico              | Stati Uniti Messico | due gironi            | Panama Costa Rica    |                       |                    |                   |
| 2009 Dettagli | Trinidad e Tobago           | Costa Rica          | 3 – 0                 | Stati Uniti          | Honduras              | 2 – 1              | Trinidad e Tobago |
| 2011 Dettagli | Guatemala                   | Messico             | 3 – 1                 | Costa Rica           | Guatemala             | 0 – 0 (7 – 6 dtr)  | Panama            |
| 2013 Dettagli | Messico                     | Messico             | 3 – 1 dts             | Stati Uniti          | El Salvador           | 1 – 0              | Cuba              |
| 2015 Dettagli | Giamaica                    | Messico             | 1 – 1 dts (4 – 2 dtr) | Panama               | Guatemala Stati Uniti | Vincitori play-off |                   |
| 2017 Dettagli | Costa Rica                  | Stati Uniti         | 0 – 0 dts (5 – 3 dtr) | Honduras             | Messico Costa Rica    | Vincitori play-off |                   |
| 2018 Dettagli | Stati Uniti                 | Stati Uniti         | 2 – 0                 | Messico              | Honduras Panama       | Vincitori play-off |                   |
| 2022 Dettagli | Honduras                    | Stati Uniti         | 6 – 0                 | Rep. Dominicana      | Guatemala Honduras    | Semifinaliste      |                   |
| 2024 Dettagli | Messico                     | Messico             | 2 – 1 dts             | Stati Uniti          | Cuba Panama           | Semifinaliste      |                   |

## Vittorie per squadra
Sono escluse le vittorie dei gironi tra il 1998 e il 2007, quando il torneo non decretava un vincitore ma solo le squadre qualificate al Mondiale Under-20.
| Squadra           | Titoli                                                                                  | Finali perse                                 |
| ----------------- | --------------------------------------------------------------------------------------- | -------------------------------------------- |
| Messico           | 14 (1962, 1970, 1973, 1974, 1976, 1978, 1980, 1984, 1990, 1992, 2011, 2013, 2015, 2024) | 3 (1988, 1996, 2018)                         |
| Stati Uniti       | 3 (2017, 2018, 2022)                                                                    | 6 (1980, 1982, 1986, 1992, 2009, 2013, 2024) |
| Honduras          | 2 (1982, 1994)                                                                          | 3 (1964, 1976, 2017)                         |
| Canada            | 2 (1986, 1996)                                                                          | 2 (1978, 1984)                               |
| Costa Rica        | 2 (1988, 2009)                                                                          | 2 (1994, 2011)                               |
| El Salvador       | 1 (1964)                                                                                |                                              |
| Cuba              |                                                                                         | 2 (1970, 1974)                               |
| Guatemala         |                                                                                         | 2 (1962, 1973)                               |
| Panama            |                                                                                         | 1 (2015)                                     |
| Rep. Dominicana   |                                                                                         | 1 (2022)                                     |
| Trinidad e Tobago |                                                                                         | 1 (1990)                                     |